# Univerza Princeton
Univerza Princeton (angleško Princeton University) je zasebna raziskovalna univerza v kraju Princeton, New Jersey, ZDA. Princeton je ena izmed osmih univerz elitne Ivy League.